# Déri Kálmán
Déri Kálmán, született Deutsch (Bács, 1859. április 28. – München, 1940 körül) magyar festőművész. Déri Frigyes műgyűjtő és Déri Miksa feltaláló testvére.

## Élete
Déri Károly (Deutsch Mór) gazdálkodó, kereskedő fia. Gyermekkorát Baján töltötte, majd Bécsbe ment, ahol szülei kívánságára egy nyomdában tanult. A nyomdászat nem volt kedvére és szabadidejében rajzokat készített.Tizenhét éves korában próbarajzai alapján felvették a képzőművészeti akadémiára, ahol előbb Carl Wurzinger, majd August Eisenmenger növendéke volt. Akadémiai éveit szorgalmas tanulással töltötte, s az 1880-as évek legelején nemcsak ösztöndíjat kapott, hanem kitüntetésben is részesült. 1880-ban Budapesten még mint akadémiai növendék vett részt Szent Ágoston című oltárképvázlatával az egyházi festészeti pályázaton, mely alkalommal Kovács Mihályt és Roskovics Ignácot is megelőzve, az első díjat kapta. Bécsben, az 1880-as évek elején készültek Vesta papnő, Alexandriai rabszolgavásár, a Nyár és Szent Antal kísértése című olajfestményei, melyek közül az utóbbit Münchenben is kiállította. 
1884-ben Münchenbe költözött s eleinte Löfftz iskoláját látogatta, ám hamarosan abbahagyta, s ettől kezdve önállóan dolgozott. Müncheni tartózkodásának legelején festette Vitatkozó szerzetesét és Politizáló parasztját. Az első, legküzdelmesebb időkben azonban főleg arcképfestéssel tartotta fenn magát, majd kosztümképeket festett. utóbb pedig a magyar genrét művelte, s a népéletből vett képei úgy itthon, mint a külföldön csakhamar ismertté tették nevét. Benyomásainak felfrissítése céljából többször visszatért hazájába s a Duna-Tisza környékéről szedte vázlatkönyvébe az anyagot, melyet aztán Münchenben feldolgozott. Ekkor készültek a Kihívás, Dal a hűtlenségről, Vidám történetek, Hazatérő fegyenc, Kibékülés és Árulkodó szomszéd című képei, melyek jobbára angol és amerikai műgyűjtők birtokába kerültek. 
Az 1890-es évek elejétől teljes visszavonultságban élt Münchenben. Kiállításokon ritkán szerepelt és 1894-ben állított ki utoljára a budapesti Műcsarnokban. Lassanként elmaradtak magyarországi látogatásai, s felhagyott a magyar életképek festésével, s inkább akt tanulmányok és csendéletképek kerültek ki ecsetje alól. 1908 márciusában a Könyves Kálmán Szalon gyűjteményes kiállítást rendezett s ezáltal ismét felhívta a magyar közönség figyelmét erre, a már-már elfelejtett művészre. 
Több műve megtalálható a Szépművészeti Múzeum és a debreceni Déri Múzeum gyűjteményében.